# Calheta de São Miguel
Calheta de São Miguel es una ciudad caboverdiana del municipio de São Miguel.

## Geografía
La ciudad está situada en la isla de Santiago.

## Organización territorial
La ciudad abarca los lugares y barrios de:
- Achada Batalha
- Achada Portinho
- Calhetona
- Cutelo Miranda
- Galião
- Manguinho
- Pizarra
- Ponta Calhetona
- Porto
- Variante

## Demografía
Gráfica demográfica de la ciudad de Calheta de São Miguel:
| Gráfica de evolución demográfica de Calheta de São Miguel entre 2000 y 2021 |
|                                                                             |